# Jordan Thompson (tennisser)
Jordan (Alan) Thompson (Sydney, 20 april 1994) is een Australische tennisspeler. Hij heeft twee ATP-toernooi gewonnen in het dubbelspel. Bovendien was hij eenmaal verliezend finalist in het enkel- en het dubbelspel. Hij deed al mee aan grandslamtoernooien. Hij heeft zes challengers in het enkelspel en zes challengers in het dubbelspel op zijn naam staan.

## Palmares

### Enkelspel
| Nr.                          | Datum            | Toernooi        | Ondergrond    | Tegenstander in finale | Score                 | Details |
| ---------------------------- | ---------------- | --------------- | ------------- | ---------------------- | --------------------- | ------- |
| Verloren finales             |                  |                 |               |                        |                       |         |
| 1.                           | 16 juni 2019     | ATP Rosmalen    | Gras          | Adrian Mannarino       | 6-7(7), 3-6           | Details |
| 2.                           | 18 juni 2023     | ATP Rosmalen    | Gras          | Tallon Griekspoor      | 7-6 (4), 6-7 (3), 3-6 | Details |
| Gewonnen finales challengers |                  |                 |               |                        |                       |         |
| 1.                           | 28 februari 2016 | Cherbourg       | Hardcourt (i) | Adam Pavlásek          | 4-6, 6-4, 6-1         |         |
| 2.                           | 1 mei 2016       | Anning          | Gravel        | Mathias Bourge         | 6-3, 6-2              |         |
| 3.                           | 16 oktober 2016  | Ho Chi Minhstad | Hardcourt     | Go Soeda               | 5-7, 7-5, 6-1         |         |
| 4.                           | 30 oktober 2016  | Traralgon       | Hardcourt     | Grega Zemlja           | 6-1, 6-2              |         |
| 5.                           | 17 februari 2018 | Chennai         | Hardcourt     | Yuki Bhambri           | 7-5, 3-6, 7-5         |         |
| 6.                           | 4 november 2018  | Canberra        | Hardcourt     | Nicola Kuhn            | 6-1, 5-7, 6-4         |         |
| 7.                           | 26 februari 2023 | Rome, Georgia   | Hardcourt (i) | Alex Michelsen         | 6-4, 6-2              |         |

### Mannendubbelspel
| Nr.                              | Datum            | Toernooi     | Ondergrond    | Partner            | Tegenstanders in finale             | Score               | Details |
| -------------------------------- | ---------------- | ------------ | ------------- | ------------------ | ----------------------------------- | ------------------- | ------- |
| Gewonnen finales herendubbel     |                  |              |               |                    |                                     |                     |         |
| 1.                               | 8 januari 2017   | ATP Brisbane | Hardcourt     | Thanasi Kokkinakis | Gilles Müller Sam Querrey           | 7-6(7), 6-4         | Details |
| 2.                               | 9 april 2023     | ATP Houston  | Hardcourt     | Max Purcell        | Julian Cash Henry Patten            | 4–6, 6–4, [12–10]   | Details |
| Verloren finales herendubbel     |                  |              |               |                    |                                     |                     |         |
| 1.                               | 1 augustus 2021  | ATP Atlanta  | Hardcourt     | Steve Johnson      | Reilly Opelka Jannik Sinner         | 4-6, 7-6(6), [3-10] | Details |
| 2.                               | 30 juli 2023     | ATP Atlanta  | Hardcourt     | Max Purcell        | Nathaniel Lammons Jackson Withrow   | 6-7(3), 6-7(4)      | Details |
| Gewonnen challengers herendubbel |                  |              |               |                    |                                     |                     |         |
| 1.                               | 1 maart 2015     | Kyoto        | Hardcourt (I) | Benjamin Mitchell  | Go Soeda Yasutaka Uchiyama          | 6-3, 6-2            |         |
| 2.                               | 7 februari 2016  | Launceston   | Hardcourt (i) | Luke Saville       | Dayne Kelly Matt Reid               | 6-1, 4-6, [13-11]   |         |
| 3.                               | 27 maart 2016    | Shenzhen     | Hardcourt     | Luke Saville       | Saketh Myneni Jeevan Nedunchezhiyan | 3-6, 6-4, [12-10]   |         |
| 4.                               | 31 juli 2016     | Lexington    | Hardcourt     | Luke Saville       | Nicolaas Scholtz Tucker Vorster     | 6-2, 7-5            |         |
| 5.                               | 6 november 2016  | Canberra     | Hardcourt     | Luke Saville       | Matt Reid John-Patrick Smith        | 6-2, 7-5            |         |
| 6.                               | 25 februari 2018 | Kyoto        | Hardcourt (i) | Luke Saville       | Go Soeda Yasutaka Uchiyama          | 6-3, 5-7, [10-6]    |         |

### Landencompetities
| Nr.              | Datum               | Toernooi  | Ondergrond    | Partner(s)                                                  | Tegenstanders in finale                                                    | Score               | Details |
| ---------------- | ------------------- | --------- | ------------- | ----------------------------------------------------------- | -------------------------------------------------------------------------- | ------------------- | ------- |
| Verloren finales |                     |           |               |                                                             |                                                                            |                     |         |
| 1.               | 22-27 november 2022 | Davis Cup | Hardcourt (i) | Alex de Minaur Matthew Ebden Thanasi Kokkinakis Max Purcell | Félix Auger-Aliassime Vasek Pospisil Denis Shapovalov                      | 0-2 (2 wedstrijden) | Details |
| 2.               | 21-26 november 2023 | Davis Cup | Hardcourt (i) | Alex de Minaur Matthew Ebden Alexei Popyrin Max Purcell     | Jannik Sinner Lorenzo Musetti Matteo Arnaldi Lorenzo Sonego Simone Bolelli | 0-2 (2 wedstrijden) | Details |

## Resultaten grote toernooien
| Legenda | Legenda                          |
| ------- | -------------------------------- |
| g.t.    | geen toernooi gehouden           |
| l.c.    | lagere categorie                 |
| –       | niet deelgenomen                 |
| G       | uitgeschakeld in de groepsfase   |
| 1R      | uitgeschakeld in de eerste ronde |
| 2R      | uitgeschakeld in de tweede ronde |
| 3R      | uitgeschakeld in de derde ronde  |
| 4R      | uitgeschakeld in de vierde ronde |
| KF      | uitgeschakeld in de kwartfinale  |
| HF      | uitgeschakeld in de halve finale |
| F       | de finale verloren               |
| W       | het toernooi gewonnen            |
| w-v     | winst/verlies-balans             |

### Enkelspel
| grandslamtoernooien  |      |      |    |      |      |      |      |      |      |      |   |
| Australian Open      | 1R   | 1R   | 1R | 2R   | 1R   | 2R   | 2R   | 1R   | 1R   | 1R   |   |
| Roland Garros        | –    | –    | 2R | 1R   | 1R   | 3R   | 1R   | 1R   | 1R   | 1R   |   |
| Wimbledon            | –    | –    | 1R | 1R   | 1R   | 1R   | g.t. | 3R   | 2R   | 2R   |   |
| US Open              | –    | –    | 1R | 2R   | 1R   | 2R   | 4R   | 2R   | 2R   | 1R   |   |
| ATP Masters 1000     |      |      |    |      |      |      |      |      |      |      |   |
| Indian Wells         | –    | –    | –  | 1R   | –    | 2R   | g.t. | 1R   | 2R   | 3R   |   |
| Miami                | –    | –    | –  | 1R   | –    | 4R   | g.t. | 2R   | 2R   | 1R   |   |
| Monte Carlo          | –    | –    | –  | –    | –    | –    | g.t. | 2R   | –    | –    |   |
| Madrid               | –    | –    | –  | –    | –    | –    | g.t. | –    | –    | –    |   |
| Rome                 | –    | –    | –  | –    | –    | –    | –    | –    | –    | –    |   |
| Montreal/Toronto     | –    | –    | –  | –    | –    | 1R   | g.t. | –    | –    | –    |   |
| Cincinnati           | –    | –    | –  | –    | –    | 1R   | –    | –    | –    | 2R   |   |
| Shanghai             | –    | –    | –  | 1R   | –    | –    | g.t. | g.t. | g.t. | 1R   |   |
| Parijs               | –    | –    | –  | –    | –    | –    | 3R   | –    | –    | 1R   |   |
| olympisch            |      |      |    |      |      |      |      |      |      |      |   |
| Olympische Spelen    | g.t. | g.t. | 1R | g.t. | g.t. | g.t. | g.t. | –    | g.t. | g.t. |   |
| statistieken         |      |      |    |      |      |      |      |      |      |      |   |
| totaal aantal titels | 0    | 0    | 0  | 0    | 0    | 0    | 0    | 0    | 0    | 0    | 0 |
| eindejaarsranking    | 273  | 154  | 79 | 94   | 72   | 63   | 51   | 75   | 84   | 55   |   |

### Dubbelspel
| grandslamtoernooien  |      |      |     |      |      |      |      |      |      |      |  |
| Australian Open      | 2R   | –    | –   | 1R   | 1R   | 1R   | 1R   | –    | 1R   | 2R   |  |
| Roland Garros        | –    | –    | –   | 3R   | –    | 1R   | 2R   | 1R   | 2R   | –    |  |
| Wimbledon            | –    | –    | 2R  | 2R   | –    | 2R   | g.t. | 1R   | 2R   | 3R   |  |
| US Open              | –    | –    | –   | 3R   | –    | 1R   | –    | 1R   | –    | 1R   |  |
| ATP Masters 1000     |      |      |     |      |      |      |      |      |      |      |  |
| Indian Wells         | –    | –    | –   | –    | –    | –    | g.t. | –    | –    | –    |  |
| Miami                | –    | –    | –   | –    | –    | –    | g.t. | –    | –    | –    |  |
| Monte Carlo          | –    | –    | –   | –    | –    | –    | g.t. | –    | –    | –    |  |
| Madrid               | –    | –    | –   | –    | –    | –    | g.t. | –    | –    | –    |  |
| Rome                 | –    | –    | –   | –    | –    | –    | –    | –    | –    | –    |  |
| Montreal/Toronto     | –    | –    | –   | –    | –    | 2R   | g.t. | –    | –    | –    |  |
| Cincinnati           | –    | –    | –   | –    | –    | –    | –    | –    | –    | –    |  |
| Shanghai             | –    | –    | –   | –    | –    | –    | g.t. | g.t. | g.t. | –    |  |
| Parijs               | –    | –    | –   | –    | –    | –    | –    | –    | –    | –    |  |
| olympisch            |      |      |     |      |      |      |      |      |      |      |  |
| Olympische Spelen    | g.t. | g.t. | –   | g.t. | g.t. | g.t. | g.t. | –    | g.t. | g.t. |  |
| statistieken         |      |      |     |      |      |      |      |      |      |      |  |
| totaal aantal titels | 0    | 0    | 0   | 1    | 0    | 0    | 0    | 0    | 0    | 1    |  |
| eindejaarsranking    | 261  | 229  | 115 | 88   | 296  | 160  | 213  | 188  | 406  | 106  |  |